# Гришко, Валерий Викторович
Валерий Викторович Гришко (12 ноября 1951, Ясиноватая, УССР — 12 мая 2022, Санкт-Петербург, Россия) — российский театральный режиссёр, педагог и актёр.

## Биография
Родился 12 ноября 1951 года в Ясиноватой (УССР). В 1972 году окончил Ленинградский институт культуры им. Н. К. Крупской, отделение «Режиссёр народного театра».
С 1974 по 1979 учился в ЛГИТМиКе, класс Г. А. Товстоногова.
Работал режиссёром-постановщиком в Санкт-Петербургском театре им. В. Ф. Комиссаржевской, главным режиссёром Новосибирского театра «Красный факел».
Преподавал актёрское мастерство в Санкт-Петербургской государственной академии театрального искусства и на курса при САТД им. М. Горького на базе Университета Наяновой в Самаре.
Начал сниматься в кино и сериалах только в начале 2000-х годов в возрасте 50 лет.
Главный режиссёр Самарского академического театра драмы им. М. Горького с 2009 по 2019 год. С 2019 по 2022 годы — художественный руководитель Самарского академического театра драмы им. М. Горького.
Скончался 12 мая 2022 года на 71-м году жизни в Санкт-Петербурге после тяжёлой и продолжительной болезни.
Гражданская панихида состоялась 17 мая 2022 года в большом зале Самарского академического театра драмы имени М. Горького.
Церемония прощания прошла 19 мая 2022 года на сцене Санкт-Петербургского театра имени Андрея Миронова, отпевание в Троицком соборе Санкт-Петербурга, похоронен актёр и режиссёр, по его желанию, вместе с матерью на Северном (Парголовском) кладбище.

## Театральные работы

### Новосибирский драматический театр «Красный факел»
- 2003 — «Амадеус» Питера Шеффера
- 2004 — «Дорогая Памела» Дж. Патрика
- 2021– «Полёт над гнездом кукушки»

### Санкт-Петербургский театр «Русская антреприза» имени Андрея Миронова
- 2002 — «Колдун» по роману Эдгара Уоллеса. Английский классический детектив в 2-х действиях. Перевод и инсценировка В. Гришко
- 2003 — «Похищение» по пьесе В. В. Сигарева «КИДНЕППИНГ ПО-НОВОРУССКИ, или Вождь Малиновопиджаковых». Современная комедия по мотивам рассказа О. Генри «Вождь Краснокожих».
- 2007 — «Детектор лжи» В. В. Сигарева

### Самарский академический театр драмы им. М. Горького
- 2004 — «Амадеус» Питера Шеффера
- 2007 — «Безумный день, или Женитьба Фигаро» Бомарше
- 2008 — «Детектор лжи» В. В. Сигарева

## Фильмография
- 2002 — Любовь императора
- 2003 — Свежая кровь
- 2006 — Дело чести
- 2008 — Мамочка, я киллера люблю — Геннадий Мурзин
- 2010 — Дознаватель — Снегирёв (12-я серия)
- 2011 — Раскол — патриарх Никон
- 2011 — Отель Люкс (ФРГ) — Сталин
- 2012 — Белый тигр — Георгий Жуков
- 2014 — Беглецы — Василий
- 2014 — Левиафан — архиерей
- 2014 — Внутреннее расследование — Гурьянов, генерал ФСБ
- 2015 — А зори здесь тихие — отец Бричкиной
- 2015 — Главный — С.П.Королёв
- 2015 — Битва за Севастополь — Иван Ефимович Петров, генерал-майор[3]
- 2016 — Ледокол — Артур Манугаров
- 2017 — Налёт — Дмитрий Егорович Голиков
- 2017 — Личность не установлена — Григорий Борисович Моравский, полковник полиции
- 2017 — Крылья Империи — Александр Гучков
- 2017 — Время первых — Леонид Брежнев
- 2019 — Формула преступления —  генерал Фёдор Алексеевич Зубов
- 2019-2021 — Знахарь — Николай Алексеевич Семёнов, заведующий нейрохирургическим отделением клиники, главный врач клиники
- 2021 — Лётчик — кузнец
- 2021 — Алиби — Анатолий Викторович Мезин, бизнесмен / Владимир, актёр

## Факты
- Власти Самары получили коллективное письмо с просьбой наказать Гришко за участие в фильме «Левиафан» (2014). Авторы письма называют фильм «клеветническим опусом» и «изощрённым поношением Российской власти и Православной Церкви». Роль архиерея в исполнении Гришко авторы письма считают «циничной и грязной пародией на русский православный епископат»[4]. Гришко подал в суд иск к депутату Самарской губдумы Дмитрия Сивиркина о защите чести и достоинства, взыскании компенсации морального вреда в размере 1 млн рублей. В результате суд удовлетворил заявленные актёром требования частично, взыскав в его пользу с ответчика 50 000 рублей[5].